# Копенхагенска фондова борса
Копенхагенската фондова борса (на датски: Københavns Fondsbørs) (на английски: Copenhagen Stock Exchange или CSE) е международна фондова борса в столицата на Дания Копенхаген, където се осъществява търговия с различни финансови инструменти. На нея се търгуват акции, облигации, държавни ценни книжа, фючърси, опции и други ценни книжа. Борсата е част от компанията NASDAQ OMX Group, която контролира 80% от финансовия пазар в Скандинавия и Прибалтика и американската борса NASDAQ.

## История
Борсата е създадена през 1625 г. и е една от най-старите в Европа. Първоначално функционира като стокова борса, а от 1808 започва търговия с ценни книжа. През 1996 година е преобразувана в акционерно дружество. В резултат на преобразуването 60% от акциите са във владение на членовете на борсата и по 20% стават притежание на емитентите на акции и облигации, търгувани на нея. От 2005 г. Копенхагенската фондова борса е собственост на шведската компания OMX. Борсата първоначално се помещава в сграда, построена от Кристиан IV за периода от 1620 до 1624 г. в стил нидерландски ренесанс. Известна е най-вече с кулата си с височина 56 метра и представляваща усукани опашки на четири дракона. Мястото е твърде малко и през 1974 г. борсата е преместена. Старата борса понастоящем е собственост на Датската търговска камара и е културна забележителност.

## OMX Copenhagen 20
Борсата поддържа индекса OMX Copenhagen 20, включващ акциите на 20 от най-ликвидните датски компании.
| Компания                              | Отрасъл                           | Код      | Дял в индекса (%) |
| ------------------------------------- | --------------------------------- | -------- | ----------------- |
| A. P. Moller-Maersk Group (сегмент А) | морски превози                    | MAERSK A | 6.95              |
| A. P. Moller-Maersk Group (сегмент Б) | морски превози                    | MAERSK B | 7.18              |
| Carlsberg Group                       | производство на бира              | CARL B   | 7.70              |
| Chr. Hansen                           | биотехнологии                     | CHR      | 0.89              |
| Coloplast                             | здравеопазване                    | COLO B   | 2.20              |
| Danisco                               | селско стопанство                 | DCO      | 2.85              |
| Danske Bank                           | банки                             | DANSKE   | 10.32             |
| DSV                                   | автомобилни превози               | DSV      | 3.19              |
| FLSmidth & Co.                        | строителство                      | FLS      | 3.69              |
| GN Store Nord                         | медицинско оборудване             | GN       | 1.28              |
| NKT Holding                           | машиностроене                     | NKT      | 0.87              |
| Nordea AB                             | банки                             | NDA DKK  | 2.88              |
| Novo Nordisk                          | фармацевтика                      | NOVO B   | 33.27             |
| Novozymes                             | химическа промишленост            | NZYM B   | 4.51              |
| Pandora                               | дрехи, аксесоари и луксозни стоки | PNDORA   | 2.46              |
| Sydbank                               | банки                             | SYDB     | 1.44              |
| Topdanmark                            | застраховане                      | TOP      | 1.48              |
| TrygVesta                             | застраховане                      | TRYG     | 0.84              |
| Vestas Wind Systems                   | енергетическо машиностроене       | VWS      | 4.76              |
| William Demant                        | здравеопазване                    | WDH      | 1.24              |